# Bolbelasmus unicornis
Bolbelasmus unicornis är en skalbaggsart som beskrevs av Franz Paula von Schrank 1789. Bolbelasmus unicornis ingår i släktet Bolbelasmus och familjen Bolboceratidae. Inga underarter finns listade.

## Bildgalleri

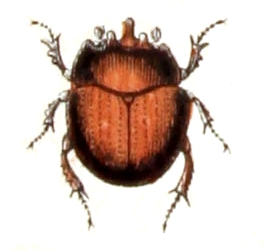